# 久
【久】 — китайський ієрогліф. Один з 996 ієрогліфів, обов'язкових для вивчення в японській початковій школі.Дуже часто використовується на письмі в японській мові.

## Значення
1. давній (про час).
1) довгий, тривалий.
2) вічний; вічність; бути вічним
3) давній; давнина; бути давнім
2. затягувати(ся) (про час).
1) зупиняти(ся).
2) чекати.
3) запізнюватися.

Ключ: 4 (丿 + 2);  Кількість рисок: 3.
Введення ієрогліфа методом цанзє: 弓人 (NO), X弓人 (XNO); Введення ієрогліфа чотирикутним методом: 27800. .

## Прочитання
| Китайська         |                   |                   |                   |                 |                 |
| Мандаринська мова | Мандаринська мова | Мандаринська мова | Мандаринська мова | Кантонська мова | Кантонська мова |
| чжуїнь            | піньїнь           | Вейд-Джайлз       | кирилиця          | ютпхін          | Єль             |
| ㄐㄧㄡˇ           | jiǔ (jiu3)        | chiu3             | цзє               | gau2            | gau2            |

| Корейська |         |               |              |       |          |
|           | хангиль | стара латинка | нова латинка | Єль   | кирилиця |
| Звук:     | 구      | ku            | gu           | kwu   | ку       |
| Назва:    | 오랠    | orael         | orael        | olayl | орель    |

| Японська |                       |                         |                       |
|          | кана                  | латинка                 | кирилиця              |
| Он:      | きゅう く             | kyū ku                  | кю ку                 |
| Кун:     | ひさしい              | hisashii                | хісасій               |
| Ім'я:    | つね なが ひこ ひさし | tsune naga hiko hisashi | цуне наґа хіко хісасі |